# Янковский, Марк Ильич
Марк Ильич Янковский (4 (17) октября 1915, Астрахань — 27 апреля 1980, Симферополь) — украинский сценограф

. Заслуженный деятель искусств Украинской ССР (1967). Лауреат Государственной премии СССР (1977).

## Биография
Сразу после окончания в 1939 году Харьковского художественного института был призван в РККА.
Участник Великой Отечественной войны с июня 1941 года. 5 июля 1941 года был контужен. С 1943 года — разведчик конного взвода 748-го стрелкового пока. Воевал на 1-м и 2-м Украинских фронтах. 19 августа 1944 года был ранен.
Работал главным художником Крымского русского театра в Симферополе (1953—1980).

Могила Янковского на кладбище «Абдал» в Симферополе.

## Награды
- орден Красной Звезды (13.09.1944)
- орден «Знак Почёта» (24.11.1960)
- орден Славы III степени (12.11.1944)
- Заслуженный деятель искусств Украинской ССР (1967)
- медали
- Государственная премия СССР (1977) — за оформление спектакля «Они были актёрами» в Крымском государственном русском драматическом театре имени М. Горького

## Оформление спектаклей
- «Яков Богомолов» Максима Горького
- «Они были актёрами» Г. Натансона и В. Орлова
- «Каменный хозяин» Леси Украинки (1962)
- «Фауст и смерть» Александра Левады (1962)
- «Гайдамаки» Тараса Шевченко (1963)
- «Нашествие» Леонида Леонова (1965)
- «Гиганты севера» Генрика Ибсена (1966)
- «Дело, которому ты служишь» Ю. П. Германа
- «Талан» Михаила Старицкого (1977) и др.